# アニメカラー
アニメカラー（Anime Color）は、かつて存在したビニール系の塗料。アニメーション製作に使用されていたセル画専用の絵具として開発され、1950年代から2013年まで使われた。近年は、有志の手で復元されたものが生産されている。
単に「セル絵具」「セル画用絵の具」とも呼ばれる。
本項では、日本でのアニメカラーに関する事柄を中心に記載する。

## 解説

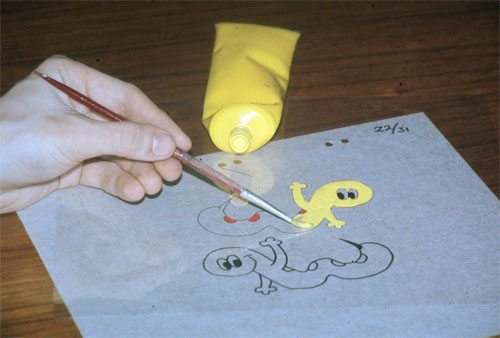
セル画の着色風景

アニメーション製作に使うセル画のため開発・製造された。絵具の色番号を色指定し、番号の入ったチャートに従ってアセテートフィルムと呼ばれる透明の薄いシート（セル）の裏から塗り込められた。
酢酸ビニル樹脂と水溶性アクリル絵具を混ぜて作った不透明な彩度の高い水性塗料で、濃度が高い場合は水で希釈して使用でき、乾くと耐水性になる。単なる顔料と溶剤を組み合わせるだけでなく、防腐剤や粘り気を出す薬剤、ひび割れ防止の薬剤なども調合された。特に、色の調合は些細な温度や湿度でも変化するため、職人による熟練の技が必要とされる。消費期限は、製造から約1年が目安となっている。
その使用用途からアニメカラーは一般市場に流通することはなく、製造もアニメ制作会社による受注生産に近い形だった。ただし、一部のアニメ専門ショップで販売されることはあり、アートカラー社は「アニメックスカラー」という商品名でアニメカラーを発売していた。
辻田邦夫によると、東映アニメーション作品では通常のテレビアニメに使う色が120色程度で、劇場作品用の特別色（通称：Ｘ色）が70色ほど、アメリカなど外国との合作作品に使う特別色（通称：あ色）が70色ほど存在した。
絵具は大瓶や小瓶に詰められて流通。酢酸ビニル樹脂を添加することで、絵具は甘い香りを発した。

## 製造
国内のアニメ作品では、主に以下の会社で製造されたものが使用された。
- スタック（STAC：Saito Tele-Anima Colors Co. Ltd.）
- 太陽色彩（太陽色彩株式会社 ANIMATION. PAINT）
- 三起社（Sankisya）
- アートカラー社
- 日本顔料

中でも、スタックと太陽色彩の二社が大半のアニメ作品で採用され市場を独占する状態となり、東映アニメーション作品はスタック、それ以外の作品は太陽色彩を使っていたという。
各アニメ作品に必要な色を独自に作成するなどオーダーメイドも多かった。共通規格が無く、色味やナンバーリングは各社で異なり互換性がなかったため、複数のメーカーのものを同時に使えるよう換算表を作成するスタジオもあった。また、製造過程の違いから各社で特色も違い、色彩だけでなく粘度や匂い、耐久性などもそれぞれ異なっていた。

## 歴史・製造

### 誕生経緯・生産
創成期の白黒アニメでは、墨汁などが用いられた。
1956年、東映アニメーション（東映動画）が設立され、長編アニメーションを年に一本のペースで制作。この際に「調色」という部署が誕生し、美術スタッフの求めに応じてセル絵具の研究を行い、色を作り絵具屋に発注していた。この時、東映動画が相談を持ちかけた求林堂インキに所属した北村繁治は、セル絵具研究によく参加するようになった。
1960年代になるとテレビアニメが開始され、カラー作品の普及に伴いアニメカラーの大量生産が必要となる。
1969年にスタックが設立。1975年にはスタックの北村繁治が独立して太陽色彩を設立し、アニメカラー製造は二社で市場を独占することとなった。

### 終焉
1990年代後半からアニメ制作がデジタル環境に移行すると同時に、アニメカラーが使われることも減少。各製造会社は商業的に赤字となり、2000年代にはほぼすべての会社が生産終了、廃業に追い込まれた。
太陽色彩は、最盛期に月2千万円あった売り上げが2007年には50万円に減少。この頃には受注先・使用作品が『サザエさん』のみとなり、社長の北村と息子の二人が同作のため特別に製造を続ける状態だった。
2008年、太陽色彩がこれまでの功績から第7回東京アニメアワードにて功労賞を受賞。
2013年、『サザエさん』のセル画製作が終了すると同時に太陽色彩も廃業。アニメカラーは完全に市場から消失することとなった。

## 製造終了後
2019年、NHKの連続テレビ小説『なつぞら』のため、アニメの背景用ポスターカラーを製造するニッカー絵具がアニメカラーを特別に開発・生産した。
2022年6月、有限会社六方が当時の資料を基にアニメカラーのデジタルアーカイブ化を開始。その後、同社は『アートセル』の商品名でアニメカラー88色を復刻販売するようになった。ただし、独自に研究・開発したため材質は当時と異なり、安全面から有機溶剤を使わず、耐候性を考慮してEVAを新たに採用している。

## 海外のアニメカラー
アメリカ合衆国では、カートゥーンカラー社（Cartoon Colour Company）から「Cel-Vinyl（Vinyl Acrylic Copolymer）」というアニメ製作専用の絵具が販売され、ディズニーのアニメーション映画『リトル・マーメイド』に採用されている。